# Cyanolyca nana
Cyanolyca nana là một loài chim trong họ Corvidae.